# Maria Artigal i Bosch
Maria Artigal i Bosch (Viladrau, masia de Can Bosch, 25 de gener de 1900 – Barcelona, 27 de gener de 1980) va ser una mestra catalana impulsora de la renovació pedagògica propugnada per la Segona República.

## Biografia
Nascuda en una família d’àmplia i antiga tradició docent, seguí els estudis de Magisteri. Després d’exercir a Canejan, Palafrugell i Agramunt, va arribar a la ciutat de l'Hospitalet l'any 1931 com a mestra nacional de l’escola unitària número 26, que estava situada a la carretera de Santa Eulàlia, núm. 66-68. Maria Artigal s’hi estigué des del 1931 fins al 1939 i en aquests anys va haver d'enfrontar-se també a la tasca de motivar i educar les seves alumnes en un moment difícil, en plena Guerra Civil.
Després va fer oposicions a directora i exercí el càrrec al grup escolar Codolà i Gauldo, de Sant Andreu de Palomar, i Joan Maragall, de la Torre Llobeta. Jubilada al 1966, va morir el 27 de gener de 1980.

## Homenatge a Santa Eulàlia
Promogut per les seves exalumnes, l'any 2004 se celebrà un homenatge al Centre Cultural de Santa Eulàlia, amb la presència de Marta Mata, que va pronunciar-hi una conferència. L'exalumna Maria Comas Mallofré va intervenir en representació de les antigues deixebles de Maria Artigal i va donar fotografies i material a la tinenta d’alcalde d’Educació, que presentava l’acte.
També es va donar a conèixer un llibre editat per l'Ajuntament que recull la vida i la tasca pedagògica de Maria Artigal, explicada per les seves alumnes, que hi aporten records, experiències i materials. El llibre conté també les fotografies de l'època i reproducció dels quaderns de classe de les nenes que la van tenir de mestra a Santa Eulàlia.
L'any 2006, el Nomenclàtor municipal va atorgar el nom de Maria Artigal a la plaça per on s’accedeix al Centre Cultural de Santa Eulàlia, molt a prop del lloc on hi havia hagut la seva escola.